# Lindernia cambodgiana
Lindernia cambodgiana é uma espécie botânica do gênero Lindernia pertencente à família Linderniaceae.